# Třída Gowind
Třída Gowind je označením rodiny válečných lodí vyvinutých francouzskou loděnicí DCNS. Zprvu bylo cílem programu prosazení loděnice DCNS na trhu korvet, přičemž později byla nabídka rozšířena o levnější oceánské hlídkové lodě, přičemž byla na náklady loděnice postavena a francouzskému námořnictvu zapůjčena prototypová jednotka L'Adroit. V roce 2013 však došlo k vyčlenění stavby hlídkových lodí odvozených z rodiny Gowind pod joint venture značku Kership (55% loděnice Piriou a 45% DCNS). Korvety a lehké fregaty rodiny Gowind do roku 2015 objednala loďstva Egypta a Malajsie.

## Historie projektu
Loděnice DCNS vyvinula rodinu Gowind z vlastní iniciativy s cílem prosadit se na trhu korvet. Poprvé své produkty tohoto typu představila v roce 2006 na výstavě Euronaval 2006. Jednalo se o několik verzí dvou základních typů moderních a výkonných korvet o výtlaku 1200–2500 tun. Zájem o až čtyři korvety mělo bulharské námořnictvo. DCNS byla roku 2007 blízko podpisu kontraktu, nakonec ale byla zakázka roku 2009 zrušena, protože zemi zasáhla hospodářská krize. Komerční neúspěch vedl k přehodnocení programu Gowind. Důležitým kritériem se stala finanční dostupnost plavidel. Nabídky plavidel rodiny Gowind se proto nadále neomezovala pouze na korvety určené k boji, ale i na výrazně levnější oceánské hlídkové lodě. Bylo přitom myšleno na nasazení speciálních sil, efektivní využití rychlých člunů RHIB a možnost využití bezposádkových plavidel a letadel.
Přepracovaná plavidla byla veřejnosti poprvé představena roku 2008 na výstavě Euronaval. Jednalo se o plavidla čtyř základních typů o délce 85–105 metrů. Nejmenší varianta Gowind Control byla oceánskou hlídkovou lodí. Gowind Presence byla její zvětšenou variantou vybavenou hangárem pro vrtulník. Korveta typu Gowind Action byla bojovou variantou předcházející verze, vybavenou bohatší elektronikou a silnou výzbrojí, sloužící k napadání hladinových a vzdušných cílů. Největší a nejsilnější verze Gowind Combat jako jediná vycházela z původní podoby projektu Gowind. Oproti verzi Action měla vyšší úroveň opatření k redukci signatur a mohla být vybavena také pro vyhledávání a ničení ponorek.
Po vyčlenění stavby hlídkových lodí pod značku Kership v roce 2013 jsou nabízeny výhradně korvety.

## Uživatelé

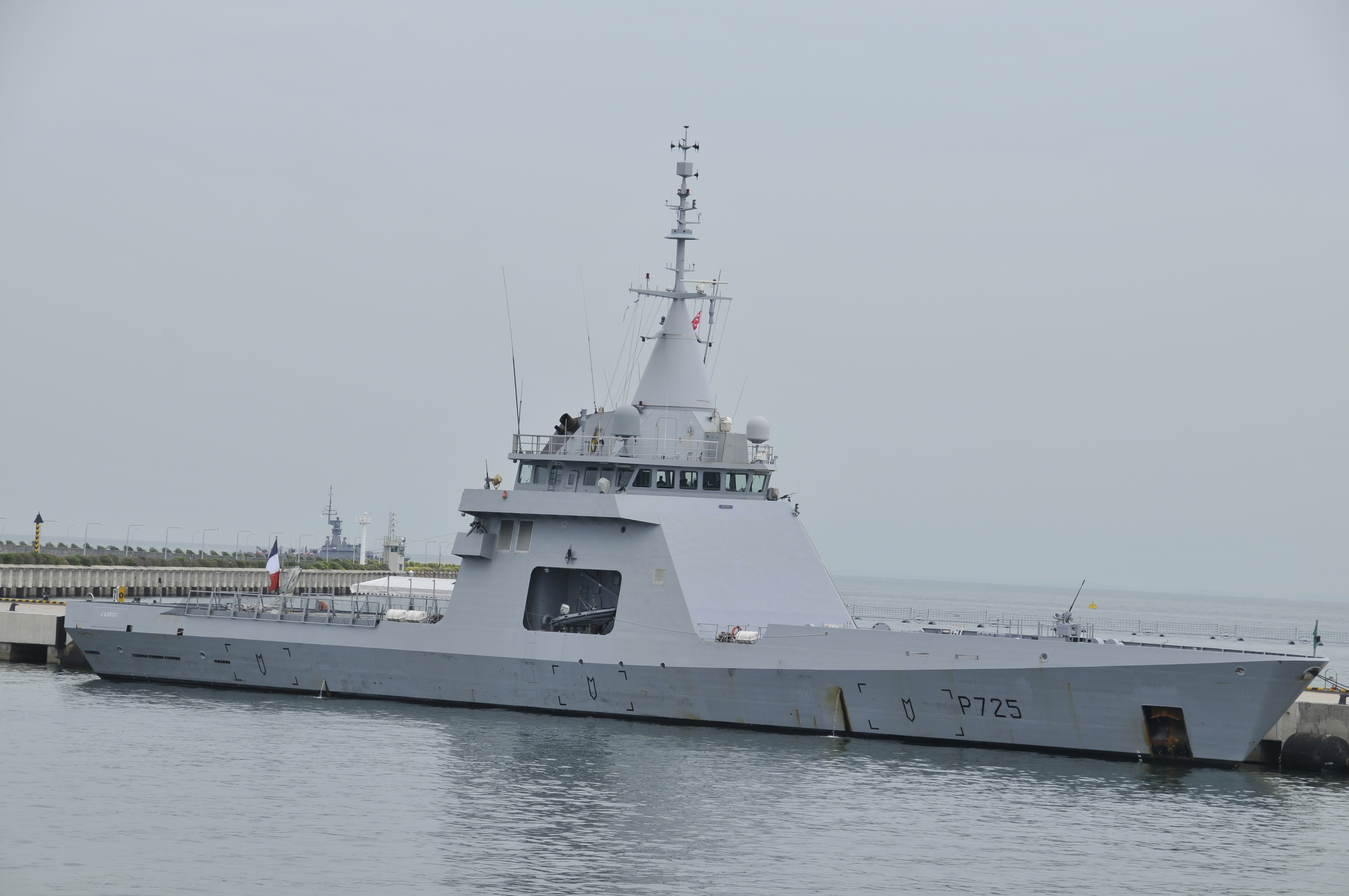
Oceánská hlídková loď L'Adroit

### Francie
Protože se výrobci několik let nepodařilo získat zakázku, DCNS a část subdodavatelů na vlastní náklady postavily reklamní oceánskou hlídkovou loď L'Adroit. Tu na zkoušku na roky 2012–2014 pronajalo francouzskému námořnictvu. Získané zkušenosti chce DCNS využít k zapojení do plánovaného tendru francouzského námořnictva na nové hlídkové lodě, které ve službě nahradí třídy D'Estienne d'Orves a P400. Nyní již plavidlo patří do portfolia společnosti Kership.

### Malajsie
Plavidla typu Gowind Combat v roce 2011 zvítězila v malajsijském tendru na šest korvet pro program Second Generation Patrol Vessel. Malajsijské královské námořnictvo je plánovalo do služby chtělo zařadit v letech 2017–2020. Na výstavě LIMA 2013 bylo v březnu 2013 upřesněno, že malajsijská plavidla budou oproti předpokladům poněkud větší (délka 111 m, výtlak 3000 t) a nadále budou řazeny k fregatám. Potvrzena byla výzbroj 57mm kanónem Bofors Mk.3 ve stealth dělové věži. Bojový řídící systém bude francouzského typu SETIS, systém řízení palby využije střelecký radar TMX/EO Mk 2 a oprotronický systém TMEO Mk2 firmy Rheinmetall. Pro pohon fregat byly zvoleny německé diesely MTU. Stavba prototypu Maharaja Lela byla zahájena roku 2014. Program však poznamenala velká zdržení, takže k roku 2021 nebylo dokončeno žádné plavidlo. Prototyp má být hotov nejdříve roku 2025.

### Egypt
V březnu 2014 bylo oznámeno, že si korvety typu Gowind vybralo egyptské námořnictvo. Neuspěly projekty loděnic ThyssenKrupp Marine Systems (MEKO) a Damen Schelde group (třída Sigma). V červnu 2014 byly objednány čtyři jednotky třídy El Fateh. Egyptské lodě nesou označení Gowind 2500, neboť jejich plánovaný výtlak je 2400 t. Stavba první egyptské korvety El Fateh (971) byla zahájena v květnu 2015 loděnicí v Lorientu. Plavidlo bylo na vodu spuštěno 17. září 2016. Dodání prototypu je plánováno na rok 2017. Zbylé tři jednotky budou postaveny v Egyptě v Alexandrii.
Plavidla budou vybavena bojovým řídícím systémem SETIS. Výzbroj budou tvořit například protilodní střely Exocet a protiletadlové řízené střely VL MICA. Pohonný systém budou tvořit diesely a vodní trysky, přičemž plavidla budou dosahovat rychlosti 27 uzlů.

### Rumunsko
V červenci 2019 byl oznámen vítěz tendru na čtyři univerzální korvet pro rumunské námořnictvo, kterým je typ Gowind 2500. První jednotku má postavit francouzská loděnice Naval Group a zbývající tři její rumunská partnerská loděnice Șantierul Naval Constanța (SNC). Neuspěla třída Sigma nizozemské loděnice Damen Group a derivát katarské třídy Doha od italské loděnice Fincantieri. Součástí připravovaného kontraktu má být modernizace stávajících rumunských fregat typu 22 Broadsword. Rumunský vyzbrojovací agentura zrušila kontrakt 7. srpna 2023.

### Spojené arabské emiráty
Francouzský prezident Emmanuel Macron během návštěvy SAE v listopadu 2017 oznámil, že námořnictvo Spojených arabských emirátů objednalo dvě korvety třídy Gowind (třída Bani Yas) s opcí na další dvě. Plavidla postaví loděnice DCNS ve spolupráci s lokální loděnicí Abu Dhabi Shipbuilding (ADSB). Vyjednání kontraktu zabralo 17 měsíců. K jeho podpisu došlo 25. března 2019. Plavidla budou mít francouzský bojový řídící systém SETIS, protilodní střely Exocet a protiletadlové střely MICA NG. Prototypová korveta Bani Yas (P110) byla na vodu spuštěna 4. prosince 2021. Druhá jednotka Al Emarat (P111) byla spuštěna 13. května 2022.

### USA
Plavidla třídy Gowind se rovněž účastní tendru na nové kutry Americké pobřežní stráže. Loděnice DCNS je nabízí společně s americkou loděnicí VT Halter Marine.